# Margarita Nelken
Margarita Nelken Mansberger (Madrid, 5 de julio de 1894-Ciudad de México, 8 de marzo de 1968) fue una escritora, crítica de arte y política feminista española. Obtuvo, como miembro del PSOE, escaño de diputada en las tres elecciones generales de la Segunda República, sin embargo a finales de 1936, una vez iniciada la guerra civil española se afilió al PCE, formación de la que fue expulsada seis años más tarde. Tras el fin de la contienda, se exilió en México, donde falleció.

## Biografía

### Primeros años
Hija de una francesa y de un joyero español, ambos descendientes de judíos alemanes, había nacido en la entonces calle de Barrionuevo, n.º 5 (hoy calle del Conde de Romanones), en pleno corazón madrileño. Le gustaba mencionarlo, dado que el origen extranjero de su familia sería uno de los blancos preferidos de la derecha española respecto de su persona, junto a su intelecto y su defensa de los derechos de la mujer en plano de igualdad con el hombre. Su abuelo materno había llegado a Madrid en 1866 como relojero de palacio y poseía una relojería y joyería en la Puerta del Sol, n.º 15 (hoy n.º 14).

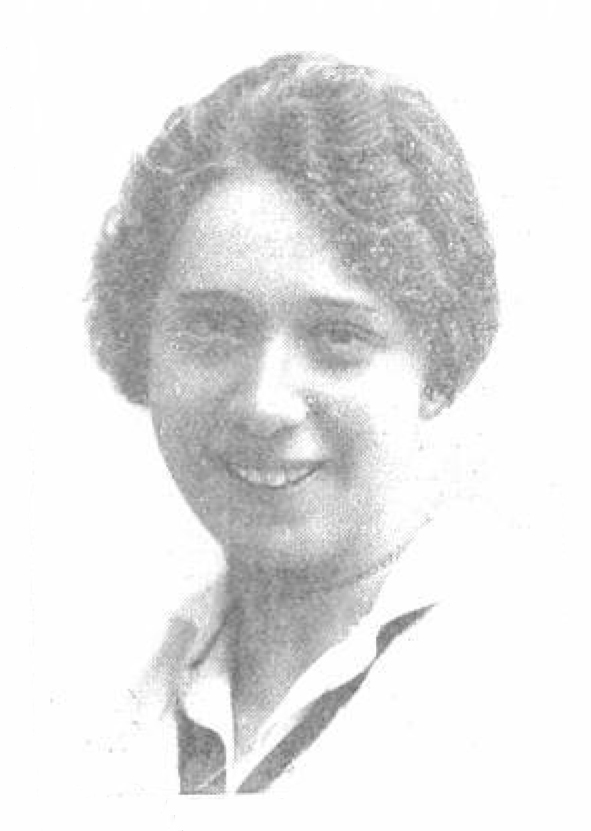
Margarita Nelken en Mundo Gráfico (c. 1921)

Margarita recibió una educación esmerada que se tradujo en tempranas inclinaciones hacia la pintura, las letras y la música. De inteligencia precoz, su primer artículo crítico sobre los frescos de Goya en San Antonio de la Florida lo escribió a los quince años para la prestigiosa revista de arte londinense The Studio. Fue la hermana mayor de la también escritora y destacada actriz Carmen Eva Nelken (Magda Donato), también exiliada en México al fin de la guerra civil española.
Abandonó sus primeras aficiones en plena juventud para dedicarse al activismo político y social, aunque seguiría siendo siempre una destacada publicista. Hablaba fluidamente francés y alemán. Se ha atribuido a Nelken la primera traducción de Kafka al español, de La metamorfosis, publicada en la Revista de Occidente en 1925, de forma anónima. Poseía una cultura excepcional, especialmente para una mujer española de la época y se relacionaba con Santiago Ramón y Cajal, Benito Pérez Galdós y la generalidad de los círculos intelectuales de su época. 
Inquieta por la realidad social española, en 1919, publicó su primera obra larga, La condición social de la mujer en España. Su estado actual: su posible desarrollo, un incisivo estudio feminista que causó fuerte impresión y polémica. Continuó esta línea de trabajos con Maternología y puericultura (1926), En torno a nosotras (diálogo socrático) (1927), Las escritoras españolas (1930) y La mujer ante las Cortes Constituyentes (1931).

### Segunda República

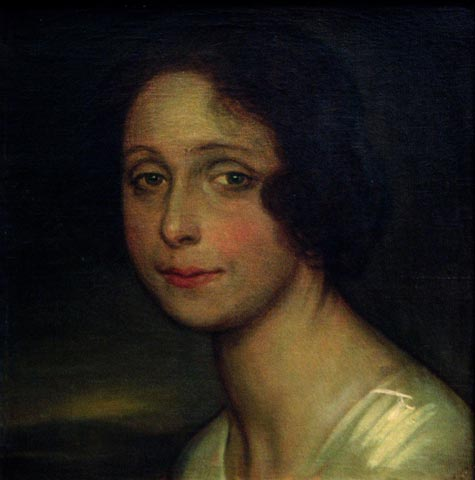
Margarita Nelken retratada por Julio Romero de Torres en 1929.

En los primeros meses de 1931, ingresó en el PSOE y participó, como candidata de la Agrupación Socialista de Badajoz, en las elecciones parciales de octubre de 1931. Resultó elegida entonces y también en noviembre de 1933 y febrero de 1936. De hecho, es la única mujer que consiguió las tres actas parlamentarias durante la Segunda República. Estaba casada con Martín de Paul, padre de su hijo Santiago y cónsul de la República Española en Ámsterdam durante la guerra. Una oradora carismática, fue muy popular en el medio rural por su defensa de las masas campesinas; se le culpó, injustamente, parte de responsabilidad en el desencadenamiento de los sucesos de Castilblanco (diciembre de 1931), a causa de los encendidos discursos que había realizado en la provincia de Badajoz a finales de año, así como que estuvo involucrada en los sucesos de Salvaleón de mayo de 1932. Durante esta época fue muy crítica con las expeditivas actuaciones de la Guardia Civil y de los terratenientes.
Fue contraria a otorgar el derecho de sufragio a las mujeres en 1931, posición compartida también por Victoria Kent. Sostenía que «poner un voto en manos de la mujer es hoy, en España, realizar uno de los mayores anhelos del elemento reaccionario». En las elecciones municipales de 1933, primeras en las que votaron las mujeres, ganó en minoría la coalición gubernamental, siendo el PSOE el más votado entre estos.
Tras el fracaso de la Revolución de Asturias de 1934 a la entonces diputada socialista se le retiró la inmunidad parlamentaria y fue procesada, siendo condenada a veinte años de prisión, si bien antes de que se dictase sentencia huyó a Francia. Se instaló en París, visitando diferentes países nórdicos, y posteriormente estuvo durante casi un año en la Unión Soviética. Volvió a tiempo de participar en las elecciones de febrero de 1936 como candidata socialista del Frente Popular siendo reelegida por Badajoz.
Durante los meses de gobierno en paz del Frente Popular, se alineó plenamente con las tesis revolucionarias del sector del PSOE encabezado por Francisco Largo Caballero y criticó duramente las posiciones moderadas del sector encabezado por Indalecio Prieto. Tras un viaje a la Rusia soviética defendió la unificación del PSOE y del PCE para formar el «partido único del proletariado» que llevara a cabo la revolución socialista. En un discurso en Badajoz dijo lo siguiente:

Allí en Rusia se sabe quién es el camarada Largo Caballero... y por lo tanto nosotros tenemos que decir que es justa la línea de Largo Caballero y no lo es la de aquellos que siguen la línea distinta... Es preciso que en este partido de una vez sigamos la ruta revolucionaria, es preciso de una vez llegar a la unificación orgánica e ideológica perfecta con nuestros camaradas comunistas, de los cuales, en el fondo, no nos separan más que tiquismiquis que ya no pueden subsistir.

En julio de 1936 ocultó en su casa al capitán de la Guardia Civil Fernando Condes, que con otros socialistas secuestró y asesinó a José Calvo Sotelo. Este asesinato fue el detonante de la Guerra Civil.

### Guerra Civil
Tras el estallido de la Guerra Civil, Margarita Nelken colaboró regularmente en el diario caballerista Claridad, desde cuyas páginas alertaba a la población republicana de Madrid contra los quintacolumnistas, llegando a pedir la pena de muerte para estos. Según Julius Ruiz, historiador británico crítico con ambos bandos, se habría ocupado de ocultar distintas sacas de presos a los ojos de visitantes británicos, en el contexto de los asesinatos de Paracuellos y otros episodios de violencia en el Madrid republicano. En sus memorias publicadas en 1978, El eco de los pasos, el anarquista Juan García Oliver la responsabilizaba de estar al frente de un grupo de violentas Juventudes Socialistas Unificadas. En palabras de Niall Binns, los escritores fascistas franceses Robert Brasillach y Henri Massis la habrían escogido como «encarnación de la maldad de la República».
Estuvo en los frentes de Extremadura y Toledo, participó en la defensa de Madrid y colaboró en la organización de la Unión de Mujeres Antifascistas. Se incorporó al PCE en noviembre de 1936, poco después de la formación del Gobierno de Largo Caballero.
Pasó la última etapa de la guerra en Barcelona; fue la única mujer presente en la última reunión de las Cortes republicanas en suelo español, celebrada en los subterráneos del castillo de Figueras el 1 de febrero de 1939, como mandaba la Constitución de la República.

### Exilio en Francia y México
Cruzó la frontera francesa, junto a su hija Magda de Paul Nelken, durante la retirada general de Cataluña. Ambas trabajaron intensamente desde Perpiñán en la asistencia a los refugiados republicanos internados en los campos de concentración franceses en los primeros meses del exilio. Marchó luego a París y, a finales de 1939, a México, donde el presidente Lázaro Cárdenas la había invitado a instalarse. Junto a su madre, su hija y su nieta, abandonó Francia antes de la ocupación nazi. En México se ganó la vida escribiendo, traduciendo y retomó con pasión la crítica de arte. Trabajó en la Secretaría de Educación Pública, colaboró con el Gobierno republicano en el exilio, participó en las actividades de la Unión de Mujeres Españolas, sin abandonar las actividades literarias y periodísticas, ocupándose de una página semanal sobre arte en el Excélsior. En octubre de 1942 fue expulsada del PCE tras haber criticado la política de la UNE frente al grupo de Moscú. Participó entonces como diputada independiente en la reunión de las Cortes de la República Española en la Ciudad de México en 1945. Durante 1948 viajó por Europa dando conferencias sobre arte latinoamericano en Ámsterdam y en París. Fue una de las críticas de arte más influyentes y respetadas en México hasta su fallecimiento en 1968. Valoró la pintura pos-muralista mexicana. En el país azteca, como reconocimiento a su continuada defensa de los trabajadores de la tierra, recibió la Medalla de los Agraristas.
La muerte de sus dos hijos —Santiago en 1944, luchando en el Ejército Soviético durante la Segunda Guerra Mundial, y Magda en 1954, víctima de cáncer— la sumieron en una honda crisis. Con respecto a la muerte de su hijo en combate se quejaba de que la dirección del PCE en la URSS y, en particular, Dolores Ibárruri, no le hubieran comunicado la muerte a su debido tiempo.[cita requerida] Fueron las autoridades soviéticas quienes al final de la contienda, le informaron el deceso de su hijo en combate y le hicieron entrega de la condecoración de Santiago en la embajada soviética en Ciudad de México.[cita requerida] Superando la crisis y a cargo de su nieta, Margarita Salas, Nelken se mantuvo activa hasta el final de sus días. Su página semanal en el Excélsior comentaba las exposiciones de plástica en la capital mexicana. Nelken se mantuvo asimismo activa colaborando con las tareas del exilio republicano en México y otros países. Retomó contacto con figuras disidentes del PCE como Enrique Líster, que la apreciaba, y otras personalidades exiliadas como su viejo amigo Luis Jiménez de Asúa, exiliado en Buenos Aires y presidente de la República en el exilio tras la muerte de Diego Martínez Barrio, con el que también mantuvo correspondencia.[cita requerida] Su archivo personal se encuentra depositado en el Archivo Histórico Nacional de Madrid.

## Obras
- Glosario (Obras y artistas). Madrid, Librería Fernando Fe (1917)
- La condición social de la mujer en España. Su estado actual: su posible desarrollo. Barcelona, Ed. Minerva (1919)
- La trampa del arenal. Novela. Madrid, Librería de los Sucesores de Hernando (1923)
- La aventura de Roma. La novela de hoy, Madrid, Suc. de Rivadeneyra (1923)
- Maternología y puericultura. (1926)
- En torno a nosotras (diálogo socrático). Madrid, Editorial Páez (1927)
- Johann Wolfgang von Goethe. Historia del hombre que tuvo el mundo en la mano. Madrid, Ediciones Biblos (1929)
- Tres tipos de Vírgenes: Angélico, Rafael, Alonso Cano'.  Madrid, "Cuadernos Literarios", Imp. de Ciudad Lineal (1929)
- Las escritoras españolas. Barcelona, Editorial Labor, (1930)
- La mujer ante las Cortes Constituyentes. (1931)
- Los cien mejores cuadros del Prado. (1934)[24]
- Por qué hicimos la revolución. Barcelona, París, New York, Ediciones Sociales Internacionales, (1936)[25]
- Las torres del Kremlin. (1943)
- Primer frente. (1944)
- Escultura mexicana contemporánea. México, Ediciones Mexicanas (1951)
- Baxte. México, Ediciones Mexicanas (1951)
- Historia gráfica del arte occidental. Buenos Aires, Editorial Poseidón(1953)
- Raúl Anguiano. México, Editorial Estaciones (1958)
- Carlos Orozco Romero. México, UNAM (1959)
- Nuevos aspectos de la plástica mexicana. México, D. F.Artes De México,(1961)
- Carlos Mérida. México, UNAM (1961)
- Ignacio Asúnsolo. México, UNAM (1962)
- El expresionismo mexicano. El expresionismo en la plástica mexicana de hoy. México, Instituto Nacional de Bellas Artes, (1964)
- Quince  pintores y escultores. México, Galerías Mer-Kup (1968)

## Reconocimientos
- Avilés, Coslada, Getafe, Granada,[26] Madrid, Miguelturra, Telde, Zaragoza[27] son municipios que han dedicado una calle a su memoria.
- En Coslada existe un Centro Cultural con su nombre.[28]
- En Badajoz una calle llevó su nombre hasta mayo de 2009,[29] fecha en la que el pleno del ayuntamiento gobernado por el Partido Popular aprobó el cambio por el de Antonio Ayuso Casco. Este cambio fue promovido por el equipo de gobierno de Miguel Celdrán Matute, con el argumento, según la concejal de cultura en ese momento, Consuelo Rodríguez Píriz, de que «Nelken era defensora de la pena de muerte y escribió diferentes artículos apoyando la pena capital».